# Liz Masakayan
Elizabeth "Liz" Masakayan (Quezon City, 31 december 1964) is een voormalig Amerikaans volleyballer en beachvolleyballer van Filipijnse afkomst. In de eerste discipline nam ze eenmaal deel aan de Olympische Spelen en bij de wereldkampioenschappen beachvolleybal 1999 won ze met Elaine Youngs de bronzen medaille.

## Biografie
Masakayan werd geboren op de Filipijnen en verhuisde toen ze vier jaar oud was naar de Verenigde Staten. Ze heeft in haar jeugd verschillende sporten beoefend waaronder honkbal en voetbal. Tijdens haar studie aan de UCLA speelde ze volleybal en met het universiteitsteam won ze in 1984 de NCAA-titel. In 1986 werd Masakayan voor het eerst opgeroepen voor de nationale volleybalploeg. Ze won in 1986 met de ploeg de bronzen medaille bij de Goodwill Games in Moskou en het jaar daarop wederom bij de Pan-Amerikaanse Spelen in Indianapolis. In 1988 nam ze deel aan de Olympische Spelen in Seoel waar het toernooi voor de Amerikaanse ploeg in de groepsfase eindigde. Twee jaar later behaalde het nationale team de bronzen medaille bij het wereldkampioenschap in China.
Vanaf 1991 richtte Masakayan zich meer op beachvolleybal. Ze vormde in eerste instantie een duo met Linda Chisholm en won meerdere toernooien in de Amerikaanse competitie van de WPVA in 1991 en 1992. Bovendien nam ze met Chisholm in 1993 deel aan haar eerste toernooi in de FIVB World Tour. Vervolgens speelde ze samen met Karolyn Kirby. Het tweetal won in hun eerste seizoen de FIVB-toernooien in Santos en La Serena en eindigde als derde in Miami. In 1994 wonnen ze het goud bij de Goodwill Games in Sint-Petersburg en haalden ze het podium in Osaka (derde) en Santos (tweede). Masakayan en Kirby sloten het seizoen 1993/94 af met de eindzege in de World Tour. Daarnaast boekten ze gedurende 1993 en 1994 verschillende overwinningen in de WPVA. Het seizoen daarop op behaalden ze drie podiumplaatsen in vijf FIVB-toernooien.
In 1996 vormde Masakayan een duo met Angela Rock en deed mee aan vijf wedstrijden in World Tour. Het daaropvolgende jaar speelde ze met Elaine Youngs. Het tweetal eindigde als vijfde bij de eerste officiële wereldkampioenschappen beachvolleybal in Los Angeles nadat het in de kwartfinale werd uitgeschakeld door hun landgenoten Lisa Arce en Holly McPeak. Verder namen ze aan drie toernooien in de World Tour deel met als beste resultaat een vierde plaats in Espinho. In 1998 hervatte Masakayan haar spel met Kirby. Het duo speelde zes toernooien waarbij het niet verder kwam dan een vijfde plaats in Vasto.
Vervolgens vormde Masakayan tot en met 2000 weer een team met Youngs. Na een vijfde plaats in Acapulco en een vijfentwintigste plaats in Toronto wisten ze bij de WK in Marseille in 1999 de bronzen medaille te winnen. Ze verloren de halve finale van hun landgenoten Annett Davis en Jenny Jordan, maar kregen in de troostfinale een reglementaire overwinning op het Braziliaanse duo Sandra Pires en Adriana Samuel. Dat jaar eindigden ze verder als tweede in Salvador en als derde in Espinho. In 2000 wonnen Masakayan en Youngs drie van de elf toernooien waar ze aan deelnamen (Vitória, Espinho en Dalian). Ze wisten zich desalniettemin niet te plaatsen voor de Olympische Spelen in Sydney.
In 2001 speelde ze samen met Dianne DeNecochea. Het tweetal strandde bij de WK in Klagenfurt in de achtste finale waar ze verloren van de Braziliaansen Sandra Pires en Tatiana Minello. Masakayan sloot haar spelerscarrière in de World Tour af met een derde plaats in Fortaleza – tevens het beste resultaat van het seizoen. In de jaren daarna deed ze mee aan verschillende wedstrijden in de AVP, voordat ze zich toelegde op het coachschap. Masakayan begeleidde onder meer haar voormalige partner Youngs en McPeak bij de OS 2004 in Athene en Youngs en Nicole Branagh bij de OS 2008 in Peking.

## Palmares

### Zaalvolleybal
Kampioenschappen
- 1984:  NCAA-kampioenschap
- 1986:  Goodwill Games
- 1987:  Pan-Amerikaanse Spelen
- 1988: 7e OS
- 1990:  WK

### Beachvolleybal
Kampioenschappen
- 1994:  Goodwill Games
- 1997: 5e WK
- 1999:  WK
- 2001: 9e WK

FIVB World Tour
- 1993:  Santos Open
- 1994:  Miami Open
- 1994:  La Serena Open
- 1994:  FIVB World Tour
- 1994:  Osaka Open

- 1994:  Santos Open
- 1995:  Clearwater Open
- 1995:  Hermosa Beach Open
- 1995:  Busan Open
- 1999:  Espinho Open
- 1999:  Salvador Open
- 2000:  Vitória Open
- 2000:  Espinho Open
- 2000:  Dalian Open
- 2001:  Fortaleza Open